# Woolstone (Oxfordshire)
 (octobre 2023).
Woolstone est une paroisse civile et un village de l'Oxfordshire, en Angleterre.